# Een zomerzotheid (boek)
Een Zomerzotheid is een jongedamesroman uit 1927, geschreven door Cissy van Marxveldt en later herschreven door haar zoon. Het boek is diverse malen herdrukt, en verschijnt vanaf de 15e druk onder de titel  'n Zomerzotheid.

Het verhaal is verfilmd onder de titel Zomerzotheid (1936), maar de film is nooit uitgebracht.
Het boek toont hoe jonge adel en de hogere klasse met elkaar omgingen in de 20ste eeuw.

## Samenvatting
De toevallig opgevangen opmerking dat 'een heer te allen tijde te herkennen is', is voor jonkheer Padt aanleiding om de vijf vakantievierende meisjes uit het buurthuis er eens tussen te nemen. Een zomervakantie lang speelt de jonkheer-student voor chauffeur en is een van zijn vrienden, van duidelijk eenvoudiger komaf, zijn baas.

## Film, musical
- In 1936 werd het boek verfilmd onder de titel Zomerzotheid, met in de hoofdrollen Leo de Hartogh en Annie van Duyn. De film kwam echter niet uit en is tot heden vermist.
- In 1972 werd het boek bewerkt tot musical, waarvan een tv-registratie verscheen, met in de hoofdrollen Ida Bons en Wieteke van Dort.[2]
- In 2004 zou Esmé Lammers het boek verfilmen.[3] Scenarioschrijfster Barbara Jurgens had het scenario al voltooid,[4] maar tot productie kwam het niet.